# Umeå
Umeå (kiejtve kb. űmió; finnül Uumaja, északi számiul Ubmi) város Svédországban. Norrland legnagyobb városa, Västerbotten megye és Umeå község székhelye. Lakossága 94 243 fő (2023. dec. 31.).
Umeå egyike Svédország leggyorsabban fejlődő városainak. A fejlődés 1965-ben, az Umeåi Egyetem megalapításának évében kezdett felgyorsulni. Az utóbbi 30 évben a lakásépítések száma megduplázódott.

## Történelem
Nevét az Ume-folyóról kapta. (Az å svédül folyót jelent. Eredetileg a folyó és a város neve azonos volt. A mai svéd nyelvben azonban az Ume folyóra a nagyobb folyót jelentő älv szót alkalmazzák, az Umeå csak a város neve maradt.)
Az első említés Umeåról a XIV. században történt. Ezekben az időkben Észak-Svédország nagy része még felfedezetlen volt. A város egyfajta őrtoronyként szolgált az északi pusztán.
A következő évszázadokban Umeå volt az egyik olyan hely, ahol jelentős kereskedelem folyt a számikkal.
1622-ben a várost II. Nagy Gusztáv Adolf alapította újra. 1638-ban körülbelül 40 ház volt itt.
Az itteniek sokat szenvedtek az orosz támadásoktól 1714-ben és 1720-ban. 1809-ben a finn háború alatt az orosz hadsereg, Barclay de Tolly vezetésével elfoglalta a várost, de nemsokára el is vesztette azt.
1888. június 20-án Umeå keleti részét tűz sújtotta, ami miatt a város 3000 lakójából 2300 otthontalanná vált. A tűz utáni újjáépítéskor rengeteg közönséges nyírfát ültettek, hogy a jövőbeli tüzek terjedését megakadályozzák.
Innen ered a város mai beceneve; A nyírfák városa (Björkarnas Stad).

## Kultúra
Umeå a kultúra észak-svédországi fővárosává vált. Itt található a Norrland Opera. Az Umeåi Jazzfesztivál egyike Skandinávia legnagyobb jazzfesztiváljainak. Ezenkívül Umeå az otthona a Refused együttesnek, valamint a progresszív metált játszó Meshuggahnak és Cult of Lunának. A városban található a Bildmuseet kortárs művészeti múzeum, a Västerbottens Múzeum és a Gitármúzeum.
Umeå rendkívül multikulturális város: több mint 100 nemzetiség lakja. A világ legészakibb mecsetje szintén itt található. 
A város elnyerte a jogot, hogy 2014-ben Rigával együtt Európa kulturális fővárosa címet viselheti.

### Nevezetességei
- Umeå városi templom – 1892 és 1894 között épült neogót stílusú evangélikus templom.
- Döbeln-park – 1865-ben létesített közpark a város központjában, számos kulturális rendezvény színhelye.
- Északi Arborétum – a város központjától mintegy 8 kilométerre fekszik, megtalálhatók benne az északi félteke minden kontinensének hidegtűrő fa- és cserjefajai.
- Gamla bron (Öreg híd) – Umeå legrégebbi fennmaradt hídja az Ume-folyó fölött.
- Von Ahnska magasinet – fából készült műemlék raktár-épület az Ume-folyó partján.
- Bildmuseet (Képmúzeum) – kortárs művészeti múzeum.
- Gamla bankhuset (Régi banképület) – 1877-ben épült kétszintes sárga neoreneszánsz műemlék épület.
- Lev! – 170 méter hosszú üvegfal egy gyalogos és kerékpáros alagútban

### Média
Az SVT Nord és a TV4 észak-svédországi irodái a városban találhatók. A megye fő újságjainak, a Västerbottens-Kurirennek és a Västerbottens Folkbladnak szintén ebben a városban van a központja.

### Sport
Az Umeå IK a világ egyik legjobb női labdarúgó csapata, többszörös svéd bajnok és nemzetközi kupagyőztes.
A legjobb férfi labdarúgóklub az Umeå FC jelenleg a harmadosztályban játszik míg a város jégkorongcsapata az IF Björklöven a másodosztályban.

### Egészségügy
Első kórháza – katonai jellegű járványkórházként – 1784-ben létesült, az egykori lazarett épülete még ma is áll. A város terjeszkedésével azonban új kórház építésére volt szükség, amit 1907-ben adtak át, és azóta is folyamatosan fejlesztik. A Norrland Egyetemi Kórház ma Észak-Svédország legnagyobb egészségügyi létesítménye, egyben az Umeåi Egyetem oktató kórháza.

## Személyek
- Meshuggah - Svéd extrém metalegyüttes
- Jesper Blomqvist (1974–) labdarúgó
- Linda Bergkvist

## Testvérvárosok
- Vaasa, Finnország
- Harstad, Norvégia
- Helsingør, Dánia
- Würzburg, Németország
- Petrozavodszk, Oroszország
- Saskatoon, Kanada
- Kásán, Irán
- Oxford, Anglia